# Paracyprichromis brieni
Paracyprichromis brieni är en fiskart som först beskrevs av Poll, 1981.  Paracyprichromis brieni ingår i släktet Paracyprichromis och familjen Cichlidae. IUCN kategoriserar arten globalt som livskraftig. Inga underarter finns listade i Catalogue of Life.